# Luigi Giorgi (calciatore)
Luigi Giorgi (Ascoli Piceno, 19 aprile 1987) è un allenatore di calcio ed ex calciatore italiano, di ruolo centrocampista, tecnico della formazione Primavera del Perugia.

## Caratteristiche tecniche

### Giocatore
Giocatore ambidestro, nasce come trequartista per poi ricoprire il ruolo di esterno destro o sinistro in un centrocampo a quattro. Nell'esperienza a Novara l'allenatore Attilio Tesser l'ha impiegato come interno di un centrocampo a tre.

## Carriera

### Giocatore

#### Ascoli e Foligno
Cresce calcisticamente nelle giovanili dell'Ascoli prima di essere trasferito in prestito al Foligno per un anno dopo la stagione 2005-2006 in Serie A. Qui disputa da titolare la Serie C2 2006-2007.
Rientra nella rosa della squadra marchigiana nel 2007 e dal 2008 occupa stabilmente un posto da titolare, nonostante i numerosi avvicendamenti alla guida tecnica dei bianconeri.
Il 17 aprile 2010, al 93' del derby marchigiano di Serie B Ancona-Ascoli, segna il gol dell'1-2 finale, regalando alla sua squadra il successo che al Del Conero mancava da settantasette anni. In quattro stagioni cadette all'Ascoli totalizza 91 presenze e 6 reti.

#### Novara
Nell'estate del 2011 viene ceduto al Novara, squadra neopromossa in Serie A, per 1,6 milioni di euro, con cui debutta in massima serie il 17 settembre nella gara Cagliari-Novara (2-1).
Alla sesta giornata è titolare per la prima volta in massima serie contro il Catania.

#### Siena, Palermo e Atalanta
Il 13 gennaio 2012 passa in prestito con diritto di riscatto al Siena, scegliendo la maglia numero 7.
Debutta in bianconero da titolare il 5 febbraio nella gara Juventus-Siena (0-0). Il 22 aprile 2012 segna il suo primo gol in Serie A in Genoa-Siena (1-4). Finito il prestito ritorna al Novara.
Il 30 agosto si trasferisce al Palermo, tornando così in Serie A, in prestito oneroso (200.000 euro) con diritto di riscatto obbligatorio dopo 23 presenze da 45 minuti a 1,7 milioni di euro, nell'ambito di uno scambio con Agon Mehmeti. In Sicilia ritrova l'allenatore Giuseppe Sannino e il dirigente Giorgio Perinetti, che lo hanno voluto anche al Palermo. Esordisce in maglia rosanero due giorni dopo, giocando titolare in Lazio-Palermo (3-0) della seconda giornata di campionato, in cui esce al 51' per far spazio a Egidio Arévalo. Segna il suo primo gol in maglia rosanero nella sesta giornata contro il ChievoVerona, concludendo un'azione portata avanti da Fabrizio Miccoli: è il gol del parziale 3-1 della partita poi conclusasi per 4-1. Si ripete nella successiva partita, pareggiata per 1-1 contro il Genoa, ottenendo il suo primato personale di reti in un'unica stagione di Serie A. Lascia la squadra dopo 13 presenze fra campionato e Coppa Italia, competizione in cui ha segnato un gol negli ottavi di finale contro l'Hellas Verona per un totale di 3 realizzazioni in maglia rosanero.
Il 7 gennaio 2013 rientra al Novara, che lo cede immediatamente all'Atalanta in prestito oneroso (200.000 euro) con diritto di riscatto obbligatorio di mezzo cartellino (a 800.000 euro). Esordisce con l'Atalanta alla prima partita utile, cioè in Lazio-Atalanta (2-0) della 20ª giornata disputata il 13 gennaio, giocando titolare per poi lasciare il campo all'80' facendo posto a Facundo Parra. Il 27 aprile segna il suo primo gol con la squadra bergamasca nella partita pareggiata per 1-1 contro il Bologna, eguagliando il record personale di gol fatti in una stagione, cioè 4, come nell'annata 2010-2011 all'Ascoli. Segnando anche nell'ultima giornata contro il ChievoVerona (2-2), fa registrare il record assoluto di gol stagionali, chiudendo quindi l'annata in nerazzurro con 15 presenze. Il 9 luglio 2013 avviene il passaggio a titolo definitivo del giocatore all'Atalanta. Nel ritiro estivo accusa un problema alla schiena, quindi il 28 agosto subisce una lesione tra il primo e secondo grado al gemello mediale della gamba destra; ha disputato pertanto la sua prima presenza stagionale l'8 dicembre 2013 sostituendo Franco Brienza nella partita persa per 2-1 sul campo dell'Hellas Verona.
Il 27 giugno 2014 passa il prestito al Cesena. Fa il suo esordio in bianconero giocando gli ultimi 25 minuti della partita persa per 3-0 sul campo della Lazio.

#### Ultimi anni
Nel settembre del 2015, dopo aver iniziato il campionato con l'Atalanta disputando una sola partita, torna in Serie B sempre nelle file dell'Ascoli. Giorgi, nominato capitano dei bianconeri, contribuirà sostanzialmente alla permanenza nella serie cadetta della squadra picena, nel campionato 2015-2016 e 2016-2017.
Il 31 agosto 2017 firma con lo Spezia.
Nel gennaio 2019 firma da svincolato per il Teramo, ma l'esperienza si conclude già ad aprile, quando rescinde il contratto con la società abruzzese dopo aver disputato dieci partite. In estate firma col Mantova, con cui disputa 16 partite, realizzando un goal. Al termine di questa esperienza decide di appendere gli scarpini al chiodo.

### Allenatore
Dal 1º febbraio 2021 entra a far parte dello staff tecnico del settore giovanile dell'Ascoli.

## Statistiche

### Presenze e reti nei club
| Stagione        | Squadra         | Campionato      | Campionato | Campionato | Coppe nazionali | Coppe nazionali | Coppe nazionali | Coppe continentali | Coppe continentali | Coppe continentali | Altre coppe | Altre coppe | Altre coppe | Totale | Totale |
| Stagione        | Squadra         | Comp            | Pres       | Reti       | Comp            | Pres            | Reti            | Comp               | Pres               | Reti               | Comp        | Pres        | Reti        | Pres   | Reti   |
| --------------- | --------------- | --------------- | ---------- | ---------- | --------------- | --------------- | --------------- | ------------------ | ------------------ | ------------------ | ----------- | ----------- | ----------- | ------ | ------ |
| 2006-2007       | Foligno         | C2              | 26         | 0          | CI-C            | 0               | 0               | -                  | -                  | -                  | SC-SD       | 2           | 0           | 28     | 0      |
| 2007-2008       | Ascoli          | B               | 3          | 0          | CI              | 2               | 0               | -                  | -                  | -                  | -           | -           | -           | 5      | 0      |
| 2008-2009       | Ascoli          | B               | 23         | 1          | CI              | 0               | 0               | -                  | -                  | -                  | -           | -           | -           | 23     | 1      |
| 2009-2010       | Ascoli          | B               | 30         | 1          | CI              | 1               | 0               | -                  | -                  | -                  | -           | -           | -           | 31     | 1      |
| 2010-2011       | Ascoli          | B               | 35         | 4          | CI              | 1               | 0               | -                  | -                  | -                  | -           | -           | -           | 36     | 4      |
| 2011-gen. 2012  | Novara          | A               | 10         | 0          | CI              | 2               | 0               | -                  | -                  | -                  | -           | -           | -           | 12     | 0      |
| gen.-giu. 2012  | Siena           | A               | 13         | 1          | CI              | 1               | 0               | -                  | -                  | -                  | -           | -           | -           | 14     | 1      |
| 2012-gen. 2013  | Palermo         | A               | 10         | 2          | CI              | 1               | 1               | -                  | -                  | -                  | -           | -           | -           | 11     | 3      |
| gen.-giu. 2013  | Atalanta        | A               | 15         | 2          | CI              | -               | -               | -                  | -                  | -                  | -           | -           | -           | 15     | 2      |
| 2013-2014       | Atalanta        | A               | 1          | 0          | CI              | 1               | 0               | -                  | -                  | -                  | -           | -           | -           | 2      | 0      |
| 2014-2015       | Cesena          | A               | 27         | 0          | CI              | 0               | 0               | -                  | -                  | -                  | -           | -           | -           | 27     | 0      |
| 2015-2016       | Atalanta        | A               | 1          | 0          | CI              | 0               | 0               | -                  | -                  | -                  | -           | -           | -           | 1      | 0      |
| Totale Atalanta | Totale Atalanta | Totale Atalanta | 17         | 2          |                 | 1               | 0               |                    | -                  | -                  |             | -           | -           | 18     | 2      |
| set. 2015-2016  | Ascoli          | B               | 23         | 5          | CI              | -               | -               | -                  | -                  | -                  | -           | -           | -           | 23     | 5      |
| 2016-2017       | Ascoli          | B               | 26         | 0          | CI              | 1               | 0               | -                  | -                  | -                  | -           | -           | -           | 27     | 0      |
| Totale Ascoli   | Totale Ascoli   | Totale Ascoli   | 140        | 11         |                 | 5               | 0               |                    | -                  | -                  |             | -           | -           | 145    | 11     |
| 2017-2018       | Spezia          | B               | 6          | 0          | CI              | 0               | 0               | -                  | -                  | -                  | -           | -           | -           | 6      | 0      |
| 2018-2019       | Teramo          | C               | 10         | 0          | CI-C            | 0               | 0               | -                  | -                  | -                  | -           | -           | -           | 10     | 0      |
| 2019-2020       | Mantova         | D               | 16         | 1          | CI              | 2               | 0               | -                  | -                  | -                  | -           | -           | -           | 18     | 1      |
| Totale carriera | Totale carriera | Totale carriera | 250        | 16         |                 | 12              | 1               |                    | -                  | -                  |             | 2           | 0           | 264    | 17     |

## Palmarès

### Giocatore
- Campionato italiano Serie C2: 1

Foligno: 2006-2007 (girone B)
- Campionato italiano Serie D: 1

Mantova: 2019-2020 (girone D)